# Grandes Establecimientos Metalúrgicos Argentinos
Grandes Establecimientos Metalúrgicos Argentinos (GEMA) fue una empresa rosarina de maquinaria agrícola.

## Historia
Resultó la unión de dos antiguas empresas rosarinas: Torres y Valenti S.R.L. y Baronio y Melquiot S.R.L., siendo más antigua la 1.ª, fundada en 1910. Don Luis Valenti, precursor, aportó su experiencia en la nueva empresa y Melquiot la figura señera en maquinaria agrícola.
La superficie construida de su fábrica, cubría 15.000 m², saliendo de aquella unas 350 cosechadoras unidades anuales, cuya distribución y ventas se realizaban mediante agencias y concesionarios en gran parte del país. La gran mayoría de los empleados de GEMA eran los propios vecinos del barrio.

## Actualidad
En esos mismos terrenos, hoy se levanta el complejo de Cines Cinépolis, anteriormente Village, el supermercado Carrefour, y la cadena internacional de comidas rápidas Burger King.
En octubre del año 2020, GEMA renace en Argentina en la Ciudad de Córdoba con una nueva línea de equipos viales y agrícolas adaptados tecnológicamente para el uso industrial, vial y agropecuario. 

## Modelos fabricados
- GEMA GM-53[1]
- GEMA HG-16[2]
- GEMA-Melquiot M-40[3]
- GEMA-Melquiot[4]
- GEMA Special 100
- GEMA 70[5]
- GEMA B8[6]
- GEMA 90[7]
- GEMA 1000[8]
- GEMA C60[9]
- GEMA C40[9]
- GEMA C65[9]
- GEMA FD25-45T[9]
- GEMA FD25-45T[9]
- GEMA 250 A[9]
- GEMA 254 A[9]